# Polyptychus trisecta
Polyptychus trisecta is een vlinder uit de familie van de pijlstaarten (Sphingidae). De wetenschappelijke naam van de soort werd in 1901 gepubliceerd door Per Olof Christopher Aurivillius.